# Synagoge (Monte San Savino)

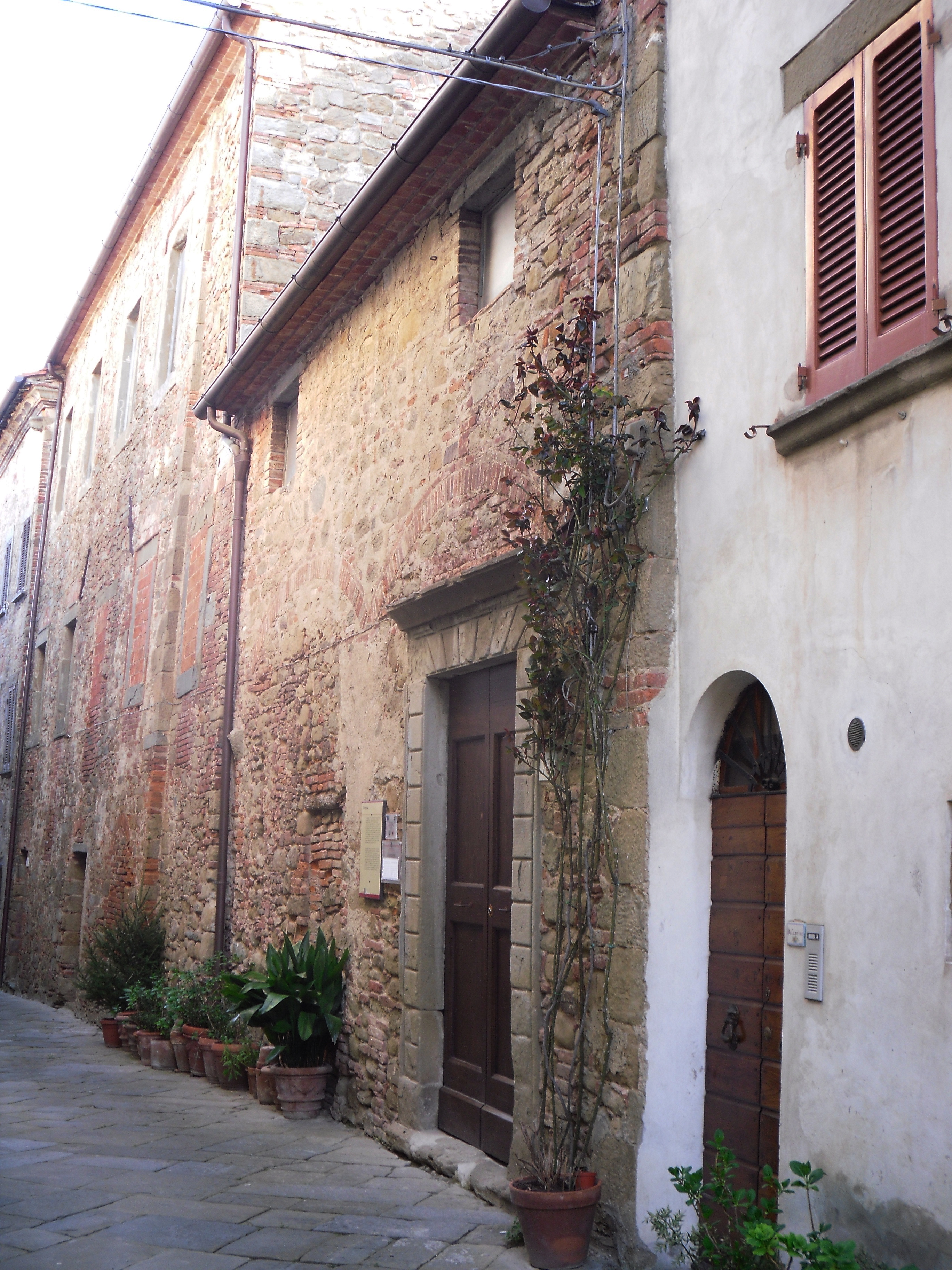
Synagoge in Monte San Savino (Bildmitte)

Die Synagoge in Monte San Savino, einer Gemeinde in der Provinz Arezzo in der italienischen Region Toskana, wurde im 17. Jahrhundert errichtet. Die Synagoge befindet sich an der Via Salomone Fiorentino Nr. 13/14, im Zentrum des ehemaligen jüdischen Ghettos. Das renovierungsbedürftige Gebäude der profanierten Synagoge gehört seit 1924 der Gemeinde Monte San Savino. Das Gebäude wird für Kulturveranstaltungen genutzt.